# Stefano Cusin
Stefano Cusin (Montreal, 28 de outubro de 1968) é um técnico de futebol e ex-futebolista italiano nascido no Canadá. Atualmente treina a seleção de Comores.

## Carreira
Como jogador, Cusin atuou como meio-campista e teve uma carreira pouco expressiva, tendo jogado por US Annemasse, Toulon, Étoile Carouge, Servette, Saint-Martin e Roannais Foot, onde parou de jogar em 1991, aos 22 anos. Foi também no Roannais que iniciou sua carreira de treinador, em 1994.
Entre 1996 e 2003, treinou as categorias de base do Arezzo e do Montevarchi, equipes das divisões inferiores da Itália, país onde Cusin possui origens. Trabalhou ainda por dois anos em Camarões, comandando o Acada Sports e também atuando como diretor-técnico da seleção local, em parceria com o Empoli. Ainda passou pela seleção do Congo, sendo responsável pelas seleções de base e olímpica. Alegando que a Federação de Futebol do país não estava pagando o salário, Cusin pediu demissão em março de 2008.
Como técnico principal, exerceu a função no Botev Plovdiv, Al-Ittihad Trípoli, Fujairah, Ahli Al-Khaleel (duas passagens), Al-Shaab, Black Leopards, Ermis Aradippou e Shahr Khodro, além de ter trabalhado como auxiliar-técnico no Al-Nassr, Al-Nasr Dubai, Al-Jazira  e Wolverhampton Wanderers.
13 anos depois de sua última experiência em seleções, Cusin foi anunciado como novo técnico do Sudão do Sul em outubro de 2021, sucedendo Cyprian Besong Ashu. Sob o comando do ítalo-canadense, os Bright Stars venceram 4 jogos, empataram 2 e perderam 8, com aproveitamento de 28,57%. Em outubro de 2023, assumiu a seleção de Comores.

## Títulos
Al-Ittihad Trípoli
- Campeonato Líbio: 2008–09
- Copa da Líbia: 2008–09

Ahli Al-Khaleel
- Copa da Palestina: 2014–15[16]